# Diplotoxa similis
Diplotoxa similis är en tvåvingeart som beskrevs av Spencer 1977. Diplotoxa similis ingår i släktet Diplotoxa och familjen fritflugor. Inga underarter finns listade i Catalogue of Life.